# Ciszterciek
A ciszterci rend vagy ciszterciták (rövidítve O.Cist., teljes latin neve Sacer Ordo Cisterciensis; magyarul gyakran cisztercita rendként említik) nagy múltú római katolikus szerzetesrend.

## Alapítása, története
A rend Nursiai Szent Benedek rendjének egyik ága, melynek keletkezésére alkalmul szolgált, hogy Szent Benedek rendjét az eredeti fegyelemre és szellemre visszavezesse. Molesmei Szent Róbert 1098 márciusában húsz rendtársával Dijon vidékén, Cîteaux mellett (latinul Cistercium, innen a név) telepedett le, egy elhagyatott, zord helyen, hogy ott, a világtól elzárva, könnyebben követhessék mindenben Szent Benedek szabályzatát. Szent Róbertnek egy év múlva vissza kellett térnie Molesmebe, utána Szent Alberik vette át az új telep irányítását, aki határozott lépéseket tett az önálló rend kifejlesztésére. Alapítójának tekinthető az angliai származású Harding Szent István is.
Egy ideiglenes szabályzat (Instituta monachorum Cisterciensium de Molismo Venientium) összeállítása, a ruházat színének meghatározása (fehér habitus, barna, később fekete skapuláréval) és a II. Paszkál pápától 1100. április 18-án kapott védelmi okirat: ezek szolgáltatták az önálló fejlődés alapjait. Az új rend a teljes szervezettséget a következő apát, Harding Szent István alatt, 1119-ben érte el, az úgynevezett Carta Caritatis szabályzattal.
Ugyanezen apát idejében – a legválságosabb időben – virágzott fel az új rend, elsősorban azért, mert Szent Bernát harminc társával együtt belépett a rendbe, egyéniségével az egész keresztény világban nevet és dicsőséget szerezve neki, a közösség belső életét is századokra megszentelte.

A rend első apátságai és elterjedése a 13. század végéig

Rövidesen négy újabb apátság jött létre Cîteaux-ból: La Ferté (1113), Pontigny (1114), Clairvaux (1115) – amelynek Szent Bernát lett az apátja –, valamint Morimond (1115). Ezekből az apátságokból mint Cîteaux hajtásaiból azután mind újabbak jöttek létre, így Szent Bernát élete végére (1153) már 343 kolostoruk létezett szerte Európában. A 14. században az összes férfi és női ciszterci kolostorok száma meghaladta az 1750-et.

### Női ciszterciek
A női ciszterci szerzetesek eredete bizonytalan. Némelyek szerint Szent Bernát nővére, Szent Humbelina, mások szerint maga Szent Bernát alapította; valószínű azonban, hogy a valódi alapító Harding Szent István lehetett, aki 1125-ben Tart-ban, Dijon mellett, a Szent Benedek-rendi Jully kolostorból telepített le szerzetesnőket és az új kolostort a Cîteaux-ból vett szabályzattal látta el.
Magyarországon a középkor folyamán öt ciszterci monostor létesült: Veszprémvölgy, Brassó, Ivanics, Zágráb és Pozsony. A leghosszabb ideig a veszprémvölgyi monostor maradt fenn, amelynek apácái a török elől Körmendre menekültek, s ott az 1640-es évekre kihaltak.
A rend női ágának Magyarországon való újjászervezése Naszályi Emil zirci ciszterci nevéhez fűződik, aki összegyűjtötte a monasztikus ciszterci életre hivatást érző fiatal nőket, és velük 1945-ben megalapította a Regina Mundi monostort, melyet 1946 decembere óta Punk Gemma apátnő vezet mind a mai napig.

### Szabályzata, tevékenysége

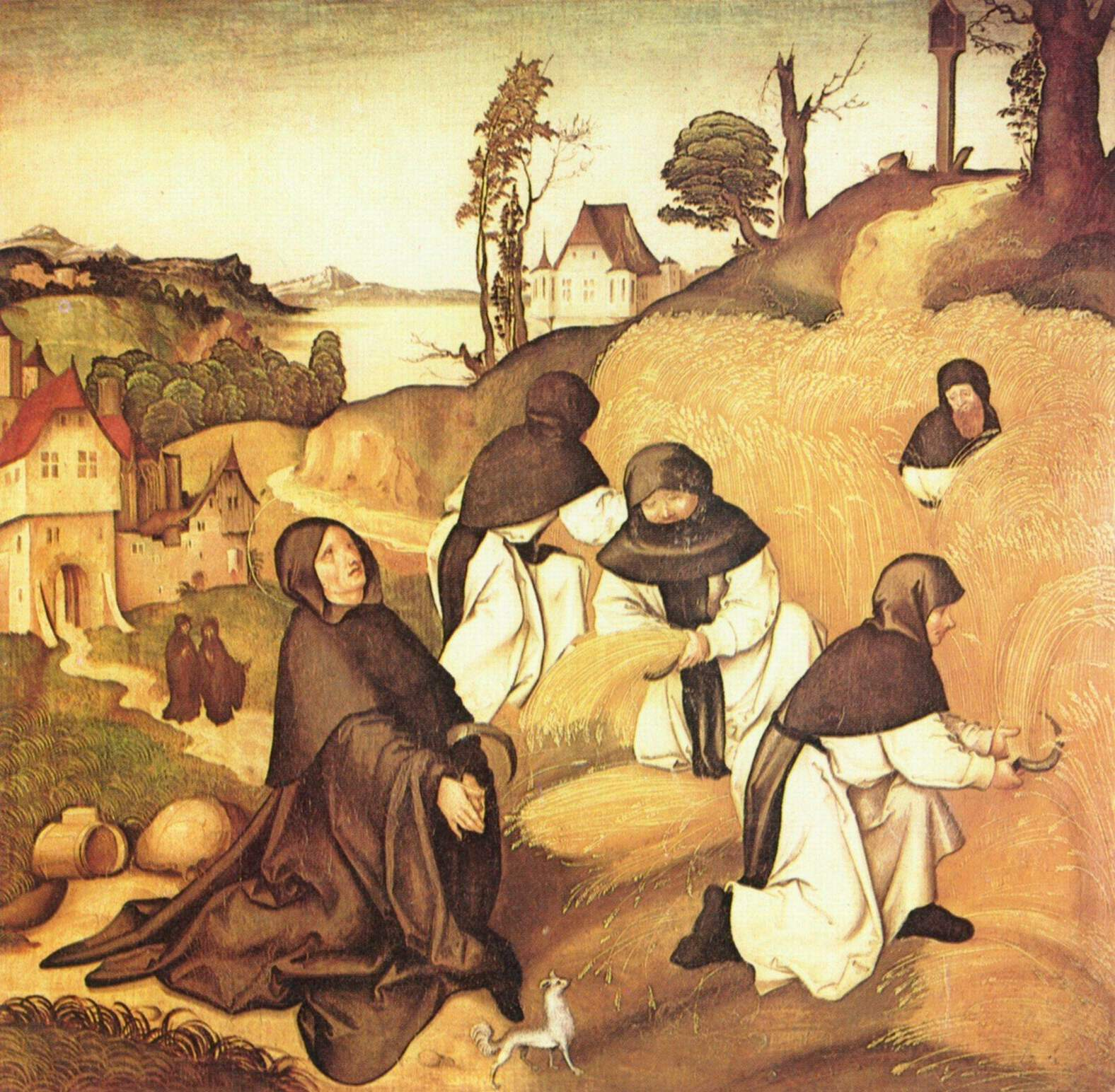
Id. Jörg Breu: Ciszterci szerzetesek aratás közben (1500)

A Carta Caritatis által megalapított szervezet a legbölcsebb konstitúciók egyike, mely egyrészt a tökéletes centralizációt viszi keresztül, másrészt az egyensúlyozó erőkről okosan gondoskodik: a cîteaux-i apát az összes apátság feje (abbas generalis), a négy másik említett anyakolostor apátja, a belőle származott kolostorok főapátja. Cîteaux-ban minden évben tanácskozást (capitulum) tartanak, amelyen minden apát köteles megjelenni. A cîteaux-i apát legfőbb hatalmának ellensúlyozója egyrészt a másik négy főapát, valamint ez a káptalan, amely szükség esetén a generalis fölött ítélkezhet, sőt azt le is válthatja.
A ciszterci rend igyekezett a lehető legmesszebb letelepedni a lakott területektől: gyakran megközelíthetetlen helyeken építettek kolostort (mocsarak, sziklák, mesterséges vizek). Nem vártak zarándokokat sem, a templomban csak a szerzeteseknek volt ülőhelyük. Zártabb épületkomplexum és kisebb létszám jellemezte őket.
A ciszterciek a művelődés legkülönbözőbb ágaiban szereztek maguknak elismerést. Legfőbb érdemük, az egyetemes kultúrára legnagyobb hatással bíró működésük a gazdaságtan terén volt; érdemeket szereztek továbbá mint hithirdetők (Kelet-Poroszország germanizálása), mint tanítók (Párizsban, Metzben, Toulouse-ban, Würzburgban, Oxfordban stb. voltak híres bölcsészeti és teológiai intézeteik), mint zenészek, s még inkább mint építészek: e téren a gótika stílusában alkottak maradandót.

## A rend Magyarországon

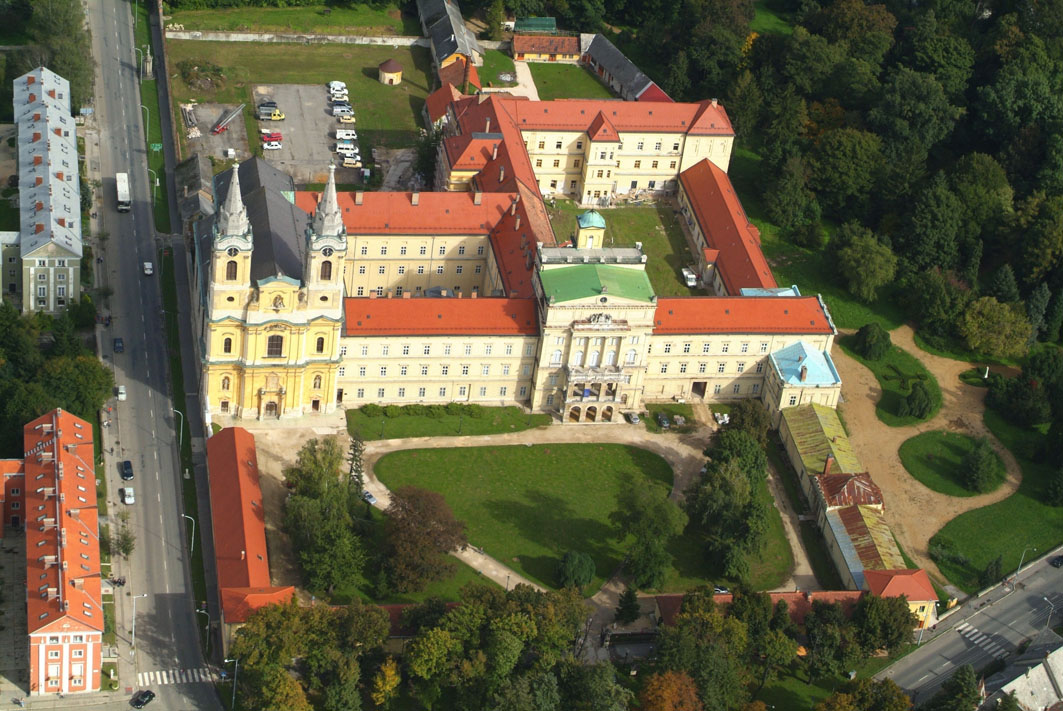
Ciszterci apátság, Zirc

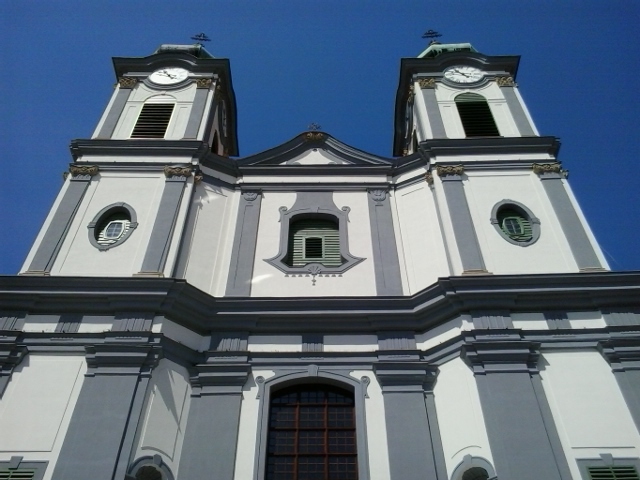
A ciszterciek székesfehérvári temploma

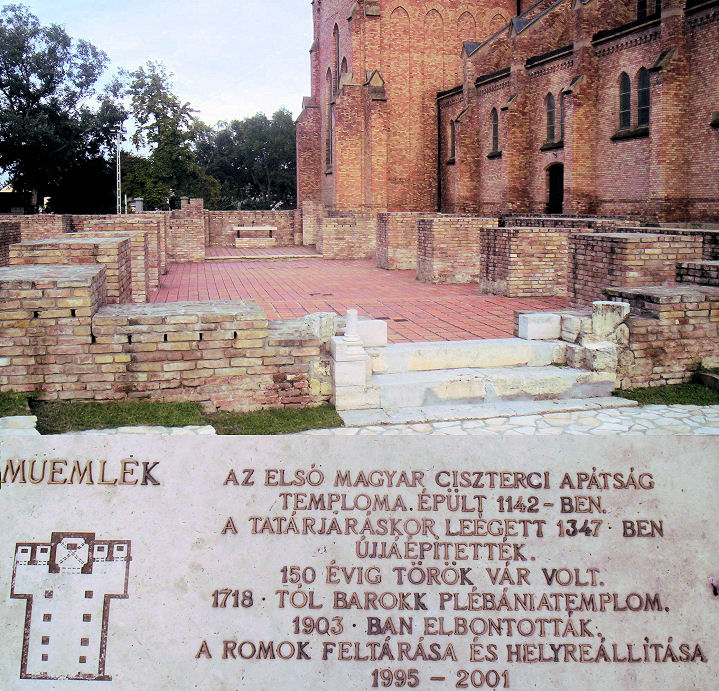
Cikádor

Magyarországon az első ciszterci kolostor 1142-ben épült: Cikádor (a mai Bátaszék, Tolna vármegyében). III. Béla, valamint utódai, különösen Imre király buzgólkodtak a ciszterci rend hazai elterjesztésében; az előbbi alapította Pilis, Pásztó, Szentgotthárd, az utóbbi Zirc, mai napig fennálló egyesített apátságokat. A hanyatlás jelei a 14. század vége felé kezdtek mutatkozni. Belvillongások folytán az egységes szervezet – éppen nagy kiterjedésénél fogva – darabokra hullott, önálló kongregációk alakultak ki.
A Ciszterci Rend alkotmánya (Charta Caritatis) szerint az apátságokat két intézménynek kellett összetartania, szerzetesrenddé alakítania. Az egyik az apátok évenként megtartandó általános gyűlése, a generális káptalan, a másik a monostort alapító apátoknak ezekben a monostorokban végzett évenkénti látogatása volt. A nagy távolságok és az országok között kialakult politikai feszültségek ezeknek megtartását már a 14. századtól kezdve mindinkább akadályozták. A káptalan, majd a generális apát előbb területi elöljárókat, majd vikáriusokat nevezett ki. Több tartományban az apátságok tömörültek szövetségbe, kongregációba, hogy megvédjék jogaikat és függetlenségüket. Az első ciszterci kongregáció a kasztíliai apátságokból létesült, 1425-ben. Ausztria 14 apátsága előbb egy vikárius alá tartozott, majd 1859-ben az Osztrák–Magyar Monarchia területén létrejött a Congregatio Austriaca, amelybe a zirci apátság is beletartozott.
1920-ban az Osztrák–Magyar Monarchia felbomlott, így elérkezett a lehetőség, hogy a magyar ciszterciek saját viszonyaiknak megfelelően önálló kongregációt alkossanak. 1923-ban XI. Piusz pápa felállította a Ciszterci Rend Zirci Kongregációját, amelynek központja Zirc, feje a zirci apát. Ekkor hozzátartozott a Szentgotthárdi Apátság, amelynek címét a zirci apát viseli, továbbá az egri, székesfehérvári, pécsi, bajai, budai és előszállási rendház és a budapesti tanulmányi ház. 1947-től 1977-ig a nagyrészt magyar ciszterciektől benépesített amerikai Spring Bank perjelség (Wisconsin, 1963-tól apátság), 1955-től a magyar ciszterciek által alapított Dallasi perjelség (1963-tól apátság), végül 1996-tól a ciszterci nővérek apátsága, a Boldogasszony Háza Kismaroson a Zirci Kongregáció tagja lett. Minden kongregáció saját alkotmánnyal rendelkezik. A Zirci Kongregáció Alkotmányát hosszú előkészítés után, 1941-ben hagyta jóvá az Apostoli Szentszék.
Magyarországon az államhatalom 1950. szeptember 7-én betiltotta csaknem az összes szerzetesrend működését, köztük a ciszterciekét is. 1989-ben, amikor újraszerveződhettek, a Zirci Kongregációnak új alkotmányra volt szüksége a megváltozott körülmények miatt, mert akkor már két (Zirc, Dallas), 1996-tól Kismarossal már három apátság tartozott a Kongregációhoz. A Szentszék 1991-ben és 2000-ben jóváhagyta a Zirci Kongregáció új konstitúcióját. A Kongregáció elnöke, prézes apátja a mindenkori zirci apát, közgyűlésének, káptalanjának tagjai a kormányzó apátok és az apátságok választott küldöttei.
A rend Magyarországon jelenleg is tart fenn iskolákat: Budapesten (Budai Ciszterci Szent Imre Gimnázium), Egerben (Gárdonyi Géza Ciszterci Gimnázium), Pécsett (A Ciszterci Rend Nagy Lajos Gimnáziuma és a Ciszterci Szent Margit Óvoda, Általános Iskola, Alapfokú Művészetoktatási Intézmény és Kollégium, ami az egyetlen általános iskolájuk magyarországon) és Székesfehérvárott (Ciszterci Szent István Gimnázium). A székesfehérvári iskolához olyan nagy személyek köthetők, mint Vörösmarty Mihály, Vajda János, Klebelsberg Kuno vagy Semmelweis Ignác.
A kongregáció prézes apátjai:
- Békefi Remig (1923–1924, 1911-től apát)
- Werner Adolf (1924–1939)
- Endrédy Vendel (1939–1981)
- Kerekes Károly (1987–1996)
- Zakar Ferenc Polikárp (1996–2010)
- Dékány Sixtus (2011–2017)
- Bérczi László Bernát 2018-

## A rend mai állása
Európában 72 férfi és 110 női kolostor létezik, Ázsiában 3 férfi, Afrikában 2 férfi és 2 női, Amerikában 4 férfi és 2 női, Ausztráliában egy férfi kolostor működik; tehát összesen 82 férfikolostor 3869 szerzetessel és 114 női kolostor 3270 szerzetesnővel. Összesen 196 kolostor 7139 szerzetessel. Ezek háromféleképp alkalmazzák az eredeti szabályzatot: közönséges, közép és eredeti szigorában (communis, mediae és strictae observantiæ). Ez utóbbiakhoz tartoznak nagyobb részt a trappisták.

## Híres magyar ciszterciek
- Boldog Brenner János, az 1956-os forradalmat követő egyházüldözés vértanúja
- Hagyó-Kovács Gyula, az előszállási ciszterci uradalom jószágigazgatója, mezőgazdász, főrendiházi tag
- Rajna Zoltán, Krizosztom Középiskolai tanár, I.István Közgazdasági Technikum és Szakközépiskola

## További információk

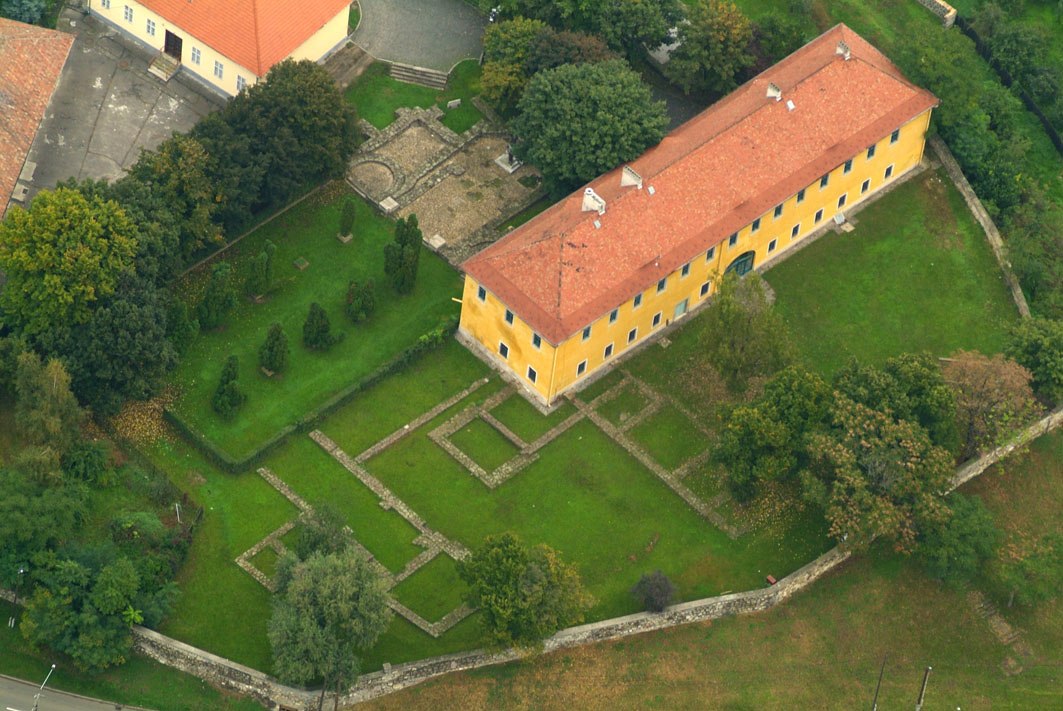
Ciszterci Rendház, Pásztó